# 如果·愛
《如果·愛》是一部2005年上映的香港電影，為香港近年罕見的歌舞電影。該片由陳可辛導演，Astro Shaw、星美傳播出品，Applause Pictures和鲁迪摩根集团攝製。本片入選第62屆威尼斯影展閉幕片。

## 概要
此片為陳可辛首部歌舞片，採用劇中劇的方式描述片中演員孫納（周迅 飾）、林見東（金城武 飾）與導演聶文（張學友 飾）之間的三角糾葛，同時穿插了許多十年前孫納與林見東相遇的故事以解釋兩人的關係。
此片以歌舞音樂穿插形式進行，其中運用了大量的音樂成分，並獲第62屆威尼斯影展選為閉幕電影及美國紐約第三屆Queens International Film Festival最佳外語片，而該片於第25屆香港電影金像獎取得六個獎項，包括最佳女主角、最佳攝影、最佳美術指導、最佳服裝造型設計、最佳原創電影歌曲、最佳原創電影音樂；在第43屆金馬獎亦獲四個獎項，包括最佳女主角、最佳導演、最佳攝影、最佳原創電影歌曲獎。其中，周迅以其演繹獲得該年多項國內外電影獎。

## 角色
| 演員   | 角色           |
| ------ | -------------- |
| 周 迅  | 孫納           |
| 金城武 | 林見東         |
| 張學友 | 聶文           |
| 池珍熙 | Monty          |
| 吳君如 | 見東經理人     |
| 曾志偉 | 「毋忘我」監製 |

## 剧情
2005年的上海，中國當紅女演員孫納（周迅 飾）與香港最紅的男明星林見東（金城武 飾），將在一部歌舞片中合作，而該片導演是孫納的男友，著名大師級導演聶文（張學友 飾）。 三個人的故事都被記錄在說書人 （池珍熙 飾）的眼裡，帶我們走入了回憶中......
1995年的北京，讀電影的林見東遇上了在歌舞團表演的孫納；男的想當導演，女的希望走上銀色的璀璨大螢幕前。兩人曾在結了冰的湖上緊緊抱在一起，這種相愛的感覺，深深烙印在林見東的心裡，他深信孫納就是他生命中的全部。然而，孫納卻選擇拋下愛情，利用見東的引薦，投向一個能幫她成名的男人。 
這一晃就是十年，林見東與孫納都分別成了大明星，見東對十年前的回憶不能忘懷，但是孫納好像完全抹掉了記憶，原來她早就決定，在她成名之後，孫納再也不是以前的孫納了…...

## 電影原聲帶
| 曲序 | 曲目              |        | 作曲   | 编曲   | 演唱           |
| ---- | ----------------- | ------ | ------ | ------ | -------------- |
| 1.   | 如果‧愛（主題曲） | 姚 謙  | 金培達 | 金培達 | 張學友         |
| 2.   | 命運曲            | 岑偉宗 | 金培達 | 金培達 | 張學友、池珍熙 |
| 3.   | 人生蒙太奇        | 岑偉宗 | 高世章 | 高世章 | 池珍熙         |
| 4.   | 忘了我是誰        | 娃 娃  | 高世章 | 高世章 | 金城武、周迅   |
| 5.   | 外面的世界        | 齊 秦  | 齊 秦  |        | 齊 秦          |
| 6.   | 美麗故事          | 林 夕  | 金培達 | 金培達 | 池珍熙、金城武 |
| 7.   | 妳是愛我的        | 娃 娃  | 高世章 | 高世章 | 張學友         |
| 8.   | 外面              | 林 夕  | 金培達 | 金培達 | 周 迅          |
| 9.   | 男人本該妒忌      | 娃 娃  | 高世章 | 高世章 | 張學友         |
| 10.  | 十字街頭          | 岑偉宗 | 高世章 | 高世章 | 金城武、周迅   |
| 11.  | 假如              | 易家揚 | 高世章 | 高世章 | 金城武         |
| 12.  | 外面（Radio Mix） | 林 夕  | 金培達 | 褚鎮東 | 周 迅          |

## 獲獎
| 頒獎典禮                   | 獎項                 | 名字                                                      | 結果 |
| -------------------------- | -------------------- | --------------------------------------------------------- | ---- |
| 第14屆亞洲電影博覽會       | 最佳女演員           | 周迅                                                      | 獲獎 |
| 第25屆香港電影金像獎       | 最佳電影             |                                                           | 提名 |
| 第25屆香港電影金像獎       | 最佳導演             | 陳可辛                                                    | 提名 |
| 第25屆香港電影金像獎       | 最佳編劇             | 林愛華、杜國威                                            | 提名 |
| 第25屆香港電影金像獎       | 最佳女主角           | 周迅                                                      | 獲獎 |
| 第25屆香港電影金像獎       | 最佳攝影             | 鮑德熹                                                    | 獲獎 |
| 第25屆香港電影金像獎       | 最佳剪接             | 李棟全、鄺志良                                            | 提名 |
| 第25屆香港電影金像獎       | 最佳美術指導         | 奚仲文、黃炳耀                                            | 獲獎 |
| 第25屆香港電影金像獎       | 最佳服裝造型設計     | 奚仲文、吳里璐                                            | 獲獎 |
| 第25屆香港電影金像獎       | 最佳原創電影音樂     | 金培達、高世章                                            | 獲獎 |
| 第25屆香港電影金像獎       | 最佳原創電影歌曲     | 《如果·愛》 主唱：張學友 作曲：金培達 填詞：姚謙          | 獲獎 |
| 第43屆金馬獎               | 最佳劇情片           |                                                           | 提名 |
| 第43屆金馬獎               | 最佳女主角           | 周迅                                                      | 獲獎 |
| 第43屆金馬獎               | 最佳導演             | 陳可辛                                                    | 獲獎 |
| 第43屆金馬獎               | 最佳攝影             | 鮑德熹                                                    | 獲獎 |
| 第43屆金馬獎               | 最佳視覺效果         | 何兆麟, Pornpol SAKARIN                                   | 提名 |
| 第43屆金馬獎               | 最佳美術設計         | 奚仲文, 黃炳耀                                            | 提名 |
| 第43屆金馬獎               | 最佳造型設計         | 奚仲文, 吳里璐                                            | 提名 |
| 第43屆金馬獎               | 最佳動作設計         | 董瑋, 法拉罕                                              | 提名 |
| 第43屆金馬獎               | 最佳音效             | 曾景祥                                                    | 提名 |
| 第43屆金馬獎               | 最佳剪輯             | 李棟全、鄺志良                                            | 提名 |
| 第43屆金馬獎               | 最佳原創電影音樂     | 金培達、高世章                                            | 提名 |
| 第43屆金馬獎               | 最佳原創電影歌曲     | 《十字街頭》 主唱：金城武、周迅 作曲：高世章 作詞：岑偉宗 | 獲獎 |
| 第51屆亞太影展             | 最佳藝術指導         | 奚仲文、黃炳耀                                            | 獲獎 |
| 第51屆亞太影展             | 最佳音樂             | 金培達、高世章                                            | 獲獎 |
| 第12屆香港電影評論學會大獎 | 年度推薦電影         |                                                           | 獲獎 |
| 第12屆香港電影評論學會大獎 | 最佳電影             |                                                           | 提名 |
| 第12屆香港電影評論學會大獎 | 最佳導演             | 陳可辛                                                    | 提名 |
| 第12屆香港電影評論學會大獎 | 最佳編劇             | 林愛華、杜國威                                            | 提名 |
| 第12屆香港電影評論學會大獎 | 最佳女演員           | 周迅                                                      | 獲獎 |
| 第11屆香港電影金紫荊獎     | 年度十大華語片       |                                                           | 獲獎 |
| 第11屆香港電影金紫荊獎     | 年度最受歡迎電影     |                                                           | 獲獎 |
| 第11屆香港電影金紫荊獎     | 最佳導演             | 陳可辛                                                    | 獲獎 |
| 第11屆香港電影金紫荊獎     | 最佳女主角           | 周迅                                                      | 獲獎 |
| 第11屆香港電影金紫荊獎     | 最佳攝影             | 鮑德熹                                                    | 獲獎 |
| 第11屆香港電影金紫荊獎     | 最佳音樂             | 金培達、高世章                                            | 獲獎 |
| 第11屆香港電影金紫荊獎     | 最佳美術指導         | 奚仲文、黃炳耀                                            | 獲獎 |
| 第8屆長春電影節            | 最受群眾歡迎影片     |                                                           | 獲獎 |
| 第8屆長春電影節            | 最佳導演             | 陳可辛                                                    | 獲獎 |
| 第8屆長春電影節            | 最佳攝影             | 鮑德熹                                                    | 獲獎 |
| 第13屆北京大學生電影節     | 最受大學生歡迎導演   | 陳可辛                                                    | 獲獎 |
| 第13屆北京大學生電影節     | 最受大學生歡迎女演員 | 周迅                                                      | 獲獎 |
| 第13屆北京大學生電影節     | 最佳觀賞效果         |                                                           | 獲獎 |
| 第1屆杭州大學生電影節      | 最受歡迎女演員       | 周迅                                                      | 獲獎 |

## 外部連結
- 《如果·愛》新浪專題（页面存档备份，存于）
- 開眼電影網上《如果·愛》的資料（繁體中文）
- 豆瓣电影上《如果·愛》的資料 （简体中文）
- 时光网上《如果·愛》的資料（简体中文）
- AllMovie上《如果·愛》的资料（英文）
- 爛番茄上《如果·愛》的資料（英文）
- 香港影庫上《如果·愛》的資料（繁體中文）
- 互联网电影数据库（IMDb）上《如果·愛》的资料（英文）